# Monika Csampai
Monika Csampai (* 7. März 1963 in München) ist eine deutsche Musikwissenschaftlerin und Kulturmanagerin.

## Leben
Monika Verena Csampai wurde in einer Schwabinger Künstlerfamilie als Tochter von Helga und Ernst Kößlinger geboren. Csampai studierte an der Universität Wien Musikwissenschaft und Italienisch. 1987 schloss sie ihr Studium mit Auszeichnung ab. Ihre Abschlussarbeit schrieb sie über den Komponisten Gaspare Spontini und sein Wirken in der Stadt München. Außerdem studierte sie sowohl am Franz Schubert Konservatorium, am Konservatorium der Stadt Wien, an der Hochschule für Musik und darstellende Kunst Wien und an der Hochschule für Musik Detmold Gesang sowie speziell Operetten- und Musicalgesang sowie Kulturelles Management. Bis 1988 war Monika Csampai als wissenschaftliche Mitarbeiterin beim Répertoire International des Sources Musicales (RISM) tätig und als Sängerin am Wiener Burgtheater engagiert. Danach war sie zunächst zwei Jahre Leiterin der PR-Abteilung und Produktassistentin der Fono Schallplatten GmbH Münster, danach Label-Managerin von Virgin Classics bei der Virgin Schallplatten GmbH München und Marketing-Managerin von EMI Classics bei der EMI Electrola GmbH. 
1994 machte sich Monika Csampai selbständig und gründete die PR-Agentur Quintessenz Artists. Bis heute ist sie auch geschäftsführende Inhaberin der Münchner Agentur. Quintessenz Artists setzt sich mit Künstlern und Themen klassischer Musik auseinander. Die PR-Agentur engagiert sich für ausgewählte Nachwuchskünstler, die sich kurz vor dem Durchbruch zu einer großen internationalen Karriere befinden. Sie leistet PR-Arbeit für etablierte Künstler und Ensembles. Quintessenz Artists betreute bisher über 1700 Einzelprojekte und 4500 Schallplatten-Titel innerhalb fester Label-Vertretungen.
Sie ist mit dem Musikwissenschaftler, Autor und Kritiker Attila Csampai verheiratet und wohnt in München. 